# Millidgea
Millidgea là một chi nhện trong họ Linyphiidae.